# Giuliana Poletti Corrales
Giuliana Poletti Corrales (* 30. September 2000 in Asunción) ist eine paraguayische Beachvolleyballspielerin.

## Karriere
Mit Michelle Valiente stand die in der Hauptstadt ihres Heimatlandes geborene Sportlerin 2017 im Achtelfinale der U21-Weltmeisterschaft. Mit Romina Edinger erreichte sie eine Spielzeit später als Pooldritte die Runde der 24 bei der Jugendolympiade 2018 und erkämpfte bei einem Event der Südamerikatour den zweiten Platz auf dem Podium. 2019 war die erste Hauptrunde bei den Welttitelkämpfen der unter Einundzwanzigjährigen Endstation für Laura Ovelar und Poletti. Zwei Jahre später wurden die beiden Dritte beim Asunción Continental Cup Finale. Mit Erika Bobadilla erreichte Giuliana Poletti 2022 weitere Podestplätze bei Turnieren auf dem Heimatkontinent und nahm an der Weltmeisterschaft in Rom teil. Mit Laura stand sie anschließend im Endspiel der südamerikanischen Spiele und eine Saison später auf dem Bronzerang der Summer Beach Tour in Ruzomberok.
Mit ihrer Partnerin der Junioren-WM 2017 siegte sie 2024 bei zwei Events der Südamerikatour, belegte dem zweiten Platz beim Futures in Cervia und gewann den gleichwertigen Wettbewerb in Battipaglia. Ihr bis zu diesem Zeitpunkt größter Erfolg gelang den beiden jedoch, als sie im Juni des Jahres das CSV Continental Cup Final gemeinsam mit Fiorella Quintana und Erika für sich entscheiden konnten und sich und ihrem Land damit einen Startplatz bei den Olympischen Spielen sicherten. In Paris gelang Poletti / Michelle ein Satzgewinn in der Gruppenphase.